# Erythrura
Erythrura – rodzaj ptaków z podrodziny mniszek (Lonchurinae) w obrębie rodziny astryldowatych (Estrildidae).

## Zasięg występowania
Rodzaj obejmuje gatunki występujące w Azji Południowo-Wschodniej, Australazji i na wyspach Polinezji.

## Morfologia
Długość ciała 10–15 cm, masa ciała 9,8–24 g.

## Systematyka

### Etymologia
- Erythrura: gr. ερυθρος eruthros ‘czerwony’; ουρα oura ‘ogon’[7].
- Acalanthe: fr. Acalanthe, nazwa nadana papuzikom przez Vieillota w 1805 roku, od łac. acalanthis ‘mały ptak’ wymieniony przez Wergiliusza, Serwiusza i Izydora z Sewilli, na ogół uważa się go za jakiś rodzaj zięby, od gr. ακαλανθις akalanthis ‘mały, niezidentyfikowany ptak’ wspomniany przez Arystofanesa i w Księdze Suda, niewątpliwie tak samo jak akanthis. W greckiej mitologii Akalantis (Acalanthis) była jedną z Pieryd, które po nieudanym występie w konkursie śpiewu z najlepszą z muz zostały zamienione w ptaki[8]. Gatunek typowy: Fringilla psittacea J.F. Gmelin, 1789.
- Amblynura: gr. αμβλυνω amblunō ‘stępić’; ουρα oura ‘ogon’[9]. Gatunek typowy: Erythrura pealii Hartlaub, 1852[a].
- Acmura: gr. ακμη akmē ‘punkt’; ουρα oura ‘ogon’[10]. Gatunek typowy: Fringilla tricolor Vieillot, 1817.

### Podział systematyczny
Do rodzaju należą następujące gatunki:
- Erythrura kleinschmidti (Finsch, 1878) – papuzik wielkodzioby
- Erythrura prasina (Sparrman, 1788) – papuzik ostrosterny
- Erythrura hyperythra (Reichenbach, 1862) – papuzik bambusowy
- Erythrura viridifacies Hachisuka & Delacour, 1937 – papuzik zielony
- Erythrura psittacea (J.F. Gmelin, 1789) – papuzik czerwonolicy
- Erythrura cyaneovirens (Peale, 1848) – papuzik czerwonogłowy
- Erythrura tricolor (Vieillot, 1817) – papuzik błękitny
- Erythrura coloria Ripley & Rabor, 1961 – papuzik czerwonouchy
- Erythrura trichroa (von Kittlitz, 1833) – papuzik trójbarwny
- Erythrura papuana Rothschild & E. Hartert, 1900 – papuzik papuaski